# 720p

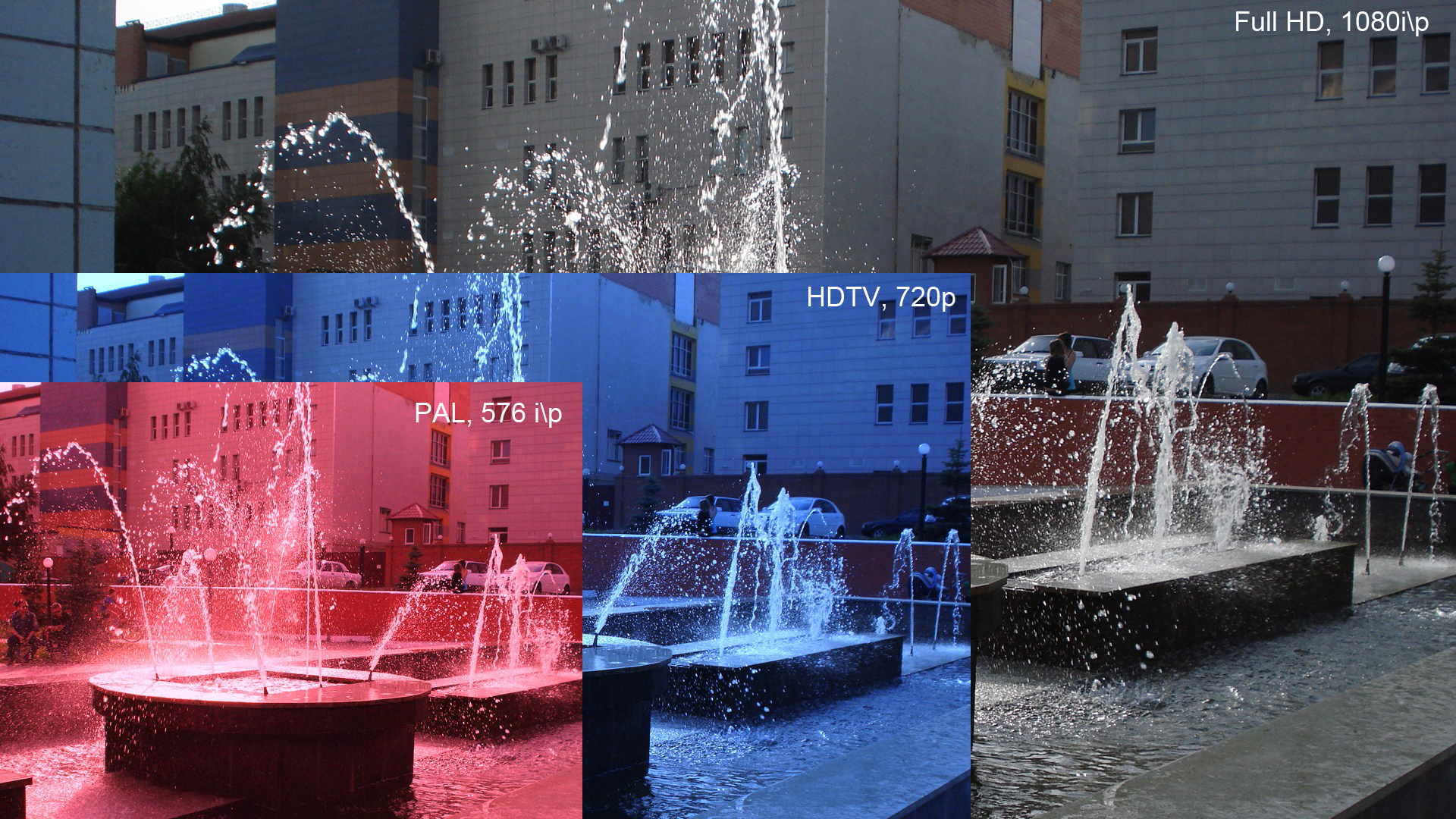

720p는 디스플레이 해상도의 분류에서 축약한 이름으로, 숫자 "720"은 세로 해상도의 720줄을 뜻하며, p는 순차 주사(progressive)를 의미한다. 이는 1280x720의 해상도를 가지며 HD 영상을 일컫는다.

## 같이 보기
- 1080p, 720i, 576p, 480p
- 고선명 텔레비전 (HDTV)
- 720re